# آیدا در آینه
آیدا در آینه عنوان مجموعه شعری است از احمد شاملو شاعر معاصر ایرانی و اولین مجموعه شعر پس از حضور آیدا در زندگی شاملو. از مهم‌ترین شعرهای این کتاب می‌توان به آیدا در آینه، سخنی نیست، سرود برای سپاس و پرستش، شبانه (میان خورشیدهای همیشه…)، آغاز، تکرار، وصل، پایتخت عطش، من مرگ را اشاره کرد.